# Jacinto Pebe Pueyrredón
Jacinto Pebe Pueyrredón (Pauza, 12 de julio de 1914 - Lima, 2 de diciembre de 2003) fue un músico de folklore peruano. Fue el fundador y director del conjunto folclórico La Lira Paucina.

## Biografía
Nació en el pueblo de Pauza, capital de la provincia de Páucar del Sara Sara, perteneciente al departamento de Ayacucho del Perú. En el año 1921, viajó a la ciudad de Lima acompañado de sus padres Alejandro Pebe Morán y Zunilda Pueyrredón Canales, y sus hermanas Emma y Otilia, con la intención de permanecer en ella por un tiempo indefinido, lo cual no pudo concretarse por la enfermedad de su padre, que los obligaba, a tan solo ocho meses de su establecimiento en el distrito limeño del Rímac, a emprender su regreso a su natal Pauza.
A los nueve años de edad aprendió a tocar el charango a pesar de la oposición de parte de sus familiares. Fue su señora madre, la que le enseñó las primeras notas en la guitarra, en estos años el iba asimilando tanto la música como los sentimientos nostálgicos de su querido terruño, Pauza, donde tuvo un hogar lleno de ternura y amor.
Estudió la primaria tanto en Pauza como en Lima, terminando su secundaria en el colegio Modelo de la ciudad de Lima.
En 1935, fue nombrado por el Ministerio de Educación, como profesor de la Escuela Fiscal de Varones del Distrito de Colta, Provincia de Parinacochas, Departamento de Ayacucho.
En diciembre de 1938, inicia su carrera de músico folklorista conformando el Conjunto Folklórico Peruano, bajo la dirección de Moisés Vivanco y al lado de la señorita Emperatriz Chavarri (Ima Sumac), Florencio Coronado, entre otros.
El 1 de julio de 1940, ingresó a la Escuela de Investigaciones del Perú, como auxiliar de Investigaciones, pasando al retiro a los 32 años de servicio al Estado sin ninguna amonestación o castigo.
En 1945 funda el conjunto Parihuana, que se componía de cuatro mujeres y ocho hombres, entre cantantes, danzarines y músicos, para luego disolverse en 1949. En ese mismo año conoce al Director del Museo Nacional, el escritor José María Arguedas, quien le brinda su amistad y apoyo hasta los últimos momentos de su existencia.
El 1 de enero de 1950, funda el conjunto La Lira Paucina, conformada por Jacinto Pebe como su director, Julio Pebe, Luis Nakayama Acuña, Mateo Hermoza y Arturo Franco como secretario. Posteriormente en 1952 ingresa Jaime Guardia y después de un corto tiempo se retiran, por motivos personales, Julio Pebe y Mateo Hermoza.
El trío La Lira Paucina estuvo integrado hasta sus últimos días (en 1994, por el fallecimiento del Chino Acuña) por Jacinto Pebe, Jaime Guardia y Luis Nakayama A.
Don Jacinto Pebe Pueyrredón falleció en la ciudad de Lima, el 2 de diciembre de 2003.

## La Lira Paucina
En 1950, Jacinto Pebe fundó el conjunto La Lira Paucina junto a su hermano Julio Pebe, Luis Nakayama Acuña, Mateo Hermosa y Arturo Franco. En esta agrupación del folklore peruano, Jacinto Pebe se desempeñó como su director, primera guitarra y tercera voz.
La Lira Paucina y el Conjunto de Danzantes de Tijeras de Parinacochas, representan al Perú en el Certamen mundial de conjuntos musicales folklóricos, organizado por el Municipio de Río de Janeiro, Brasil el 10 de mayo de 1970, ante más de 100 conjuntos de todo el mundo, obtuvieron el segundo lugar después de Israel logrando la COPA 70 que se exhibe en la Casa de la Cultura de Lima.
El ingeniero Wilfredo Huayta Nuñez (ya fallecido) escribe y relata la trayectoria de La Lira Paucina al cumplir sus bodas de plata (1975).
En 1988, cumple sus bodas de oro, siendo homenajeado por grandes artistas folklóricos en el Teatro Municipal, haciéndole recordar al público en general de la primera composición de don Jacinto, el famoso huayno Cholito cordillerano (1932).
Con Resolución de alcaldía n.º 004 – 00 – MPPS, del 23 de marzo de 2000, la Municipalidad Provincial de Paucar del Sara Sara lo declaró «Hijo predilecto de la provincia de Paucar del Sara Sara», en mérito a su exitosa trayectoria artística que ha dado satisfacciones y prestigio al país, haciéndole un reconocimiento público.

## El nacimiento de la Provincia del Sara Sara
El 25 de agosto de 1978, ante la Asamblea General del Círculo Mutuo Pauza fundamentó las razones de la urgente necesidad de la creación de la provincia del Sara-Sara. Esta sustentación condujo a la presentación, el día 11 de noviembre de 1979, de un memorial ante el presidente Francisco Morales Bermúdez.
Tras muchos años de gestiones y gran perseverancia, cristalizó sus esfuerzos el día 15 de diciembre de 1984, con el voto aprobatorio y unánime del Senado de la República del Perú, el cual creó la nueva provincia de Páucar del Sara Sara.
El 2 de enero de 1985, el presidente de la República, arq. Fernando Belaúnde Ferry, firma la Ley N° 24046 con la que se crea la nueva Provincia.
Con Resolución de Alcaldía N° 002 – 2009 – MPPS, del 2 de enero de 2009, la Municipalidad Provincial de Paucar del Sara Sara lo declaró póstumamente «Hijo predilecto de la provincia de Paucar del Sara Sara», en mérito a ser el ideólogo y gestor de la creación de la provincia de Paucar del Sara Sara, y le expresó el reconocimiento público.